# Jevgēņija Ļisicina
Jevgēņija Ļisicina (russo Евгения Лисицына, Evgenija Lisicyna) (Stupino, 11 novembre 1942) è un'organista lettone di origine russa.
Nata da una famiglia di armaioli di Tula, crebbe sugli Urali. Dopo avere studiato musica a Ekaterinburg, Ļisicina fu ammessa allo studio del pianoforte al conservatorio di San Pietroburgo, nella classe di Vladimir Nielsen. Lì conobbe l'organista Mark Šachin, che la portò a un concerto a Riga. In quest'occasione la giovane Jevgēņija sentì per la prima volta il suono dell'organo della Cattedrale di Riga e conobbe il punto di riferimento degli organisti lettoni, Nikolajs Vanadziņš. Dopo questo incontro Ļisicina lasciò gli studi di pianoforte a San Pietroburgo per iscriversi nella classe di Vanadziņš all'Accademia lettone di musica "Jāzeps Vītols".
Da studente, si esibì oltre 40 volte in pubblico, registrò un vinile da solista e ottenne la borsa di studio intitolata a Čajkovskij. Nel 1968 ottenne il secondo premio alla Competizione internazionale per organisti Čiurlionis di Vilnius.
Dopo essersi diplomata, Ļisicina si è esibita più di mille volte in tutto il mondo.
Nel 1989/90 i lettori del quotidiano sovietico Komsomol'skaja Pravda indicarono due dei suoi dischi fra le più popolari raccolte di musica classica in URSS.
Il 27 aprile 1995 il Saeima le concesse la nazionalità lettone per "i meriti speciali e il contributo alla cultura della Lettonia".